# Saison 2016 de l'équipe cycliste Joker Byggtorget
La saison 2016 de l'équipe cycliste Joker Byggtorget est la dixième de cette équipe. L'équipe s'appelle Joker du 1er janvier au 24 avril inclus puis prend Joker Byggtorget comme nouvelle appellation le lendemain au départ du Tour de Bretagne.

## Préparation de la saison 2016

### Arrivées et départs
| Arrivées             | Équipe 2015      |
| -------------------- | ---------------- |
| Ole Forfang          | Ringeriks-Kraft  |
| Kristoffer Halvorsen | Kristiansands CK |
| Markus Hoelgaard     | Coop-Øster Hus   |

| Départs              | Équipe 2016   |
| -------------------- | ------------- |
| Odd Christian Eiking | FDJ           |
| Daniel Hoelgaard     | FDJ           |
| Vegard Stake Laengen | IAM           |
| Sindre Lunke         | Giant-Alpecin |

## Coureurs et encadrement technique

### Effectif

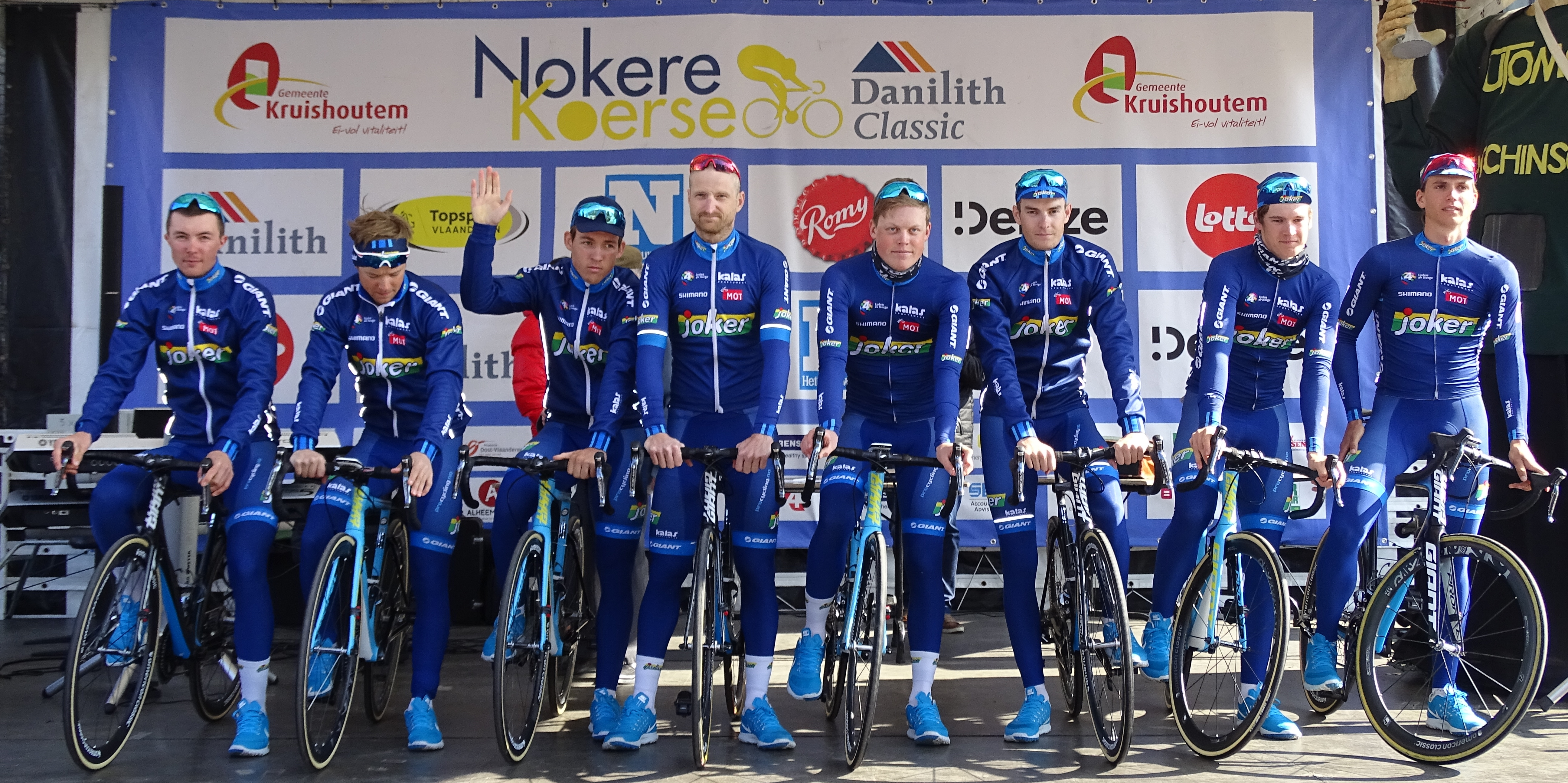
Bjørn Tore Hoem, Adrian Aas Stien, Kristoffer Halvorsen, Reidar Borgersen, Anders Skaarseth, Markus Hoelgaard, Ole Forfang et Amund Grøndahl Jansen lors de la Nokere Koerse.

| Cycliste              | Date de naissance | Nationalité | Équipe 2015      |  |
| --------------------- | ----------------- | ----------- | ---------------- |  |
| Reidar Borgersen      | 10 avril 1980     | Norvège     | Joker            |  |
| Ole Forfang           | 22 mars 1995      | Norvège     | Ringeriks-Kraft  |  |
| Amund Grøndahl Jansen | 11 février 1994   | Norvège     | Joker            |  |
| Kristoffer Halvorsen  | 13 avril 1996     | Norvège     | Kristiansands CK |  |
| Markus Hoelgaard      | 4 octobre 1994    | Norvège     | Coop-Øster Hus   |  |
| Bjørn Tore Hoem       | 12 avril 1991     | Norvège     | Joker            |  |
| Truls Engen Korsæth   | 16 septembre 1993 | Norvège     | Joker            |  |
| Philip Lindau         | 18 août 1991      | Suède       | Joker            |  |
| Anders Skaarseth      | 7 mai 1995        | Norvège     | Joker            |  |
| Adrian Aas Stien      | 28 octobre 1992   | Norvège     | Joker            |  |
| Edvin Wilson          | 25 avril 1989     | Suède       | Joker            |  |
| Stagiaire             | Date de naissance | Nationalité | Équipe 2016      |  |
| Tobias Foss           | 27 mai 1997       | Norvège     | Lillehammer CK   |  |
| Torjus Sleen          | 30 mars 1997      | Norvège     |                  |  |

Portraits
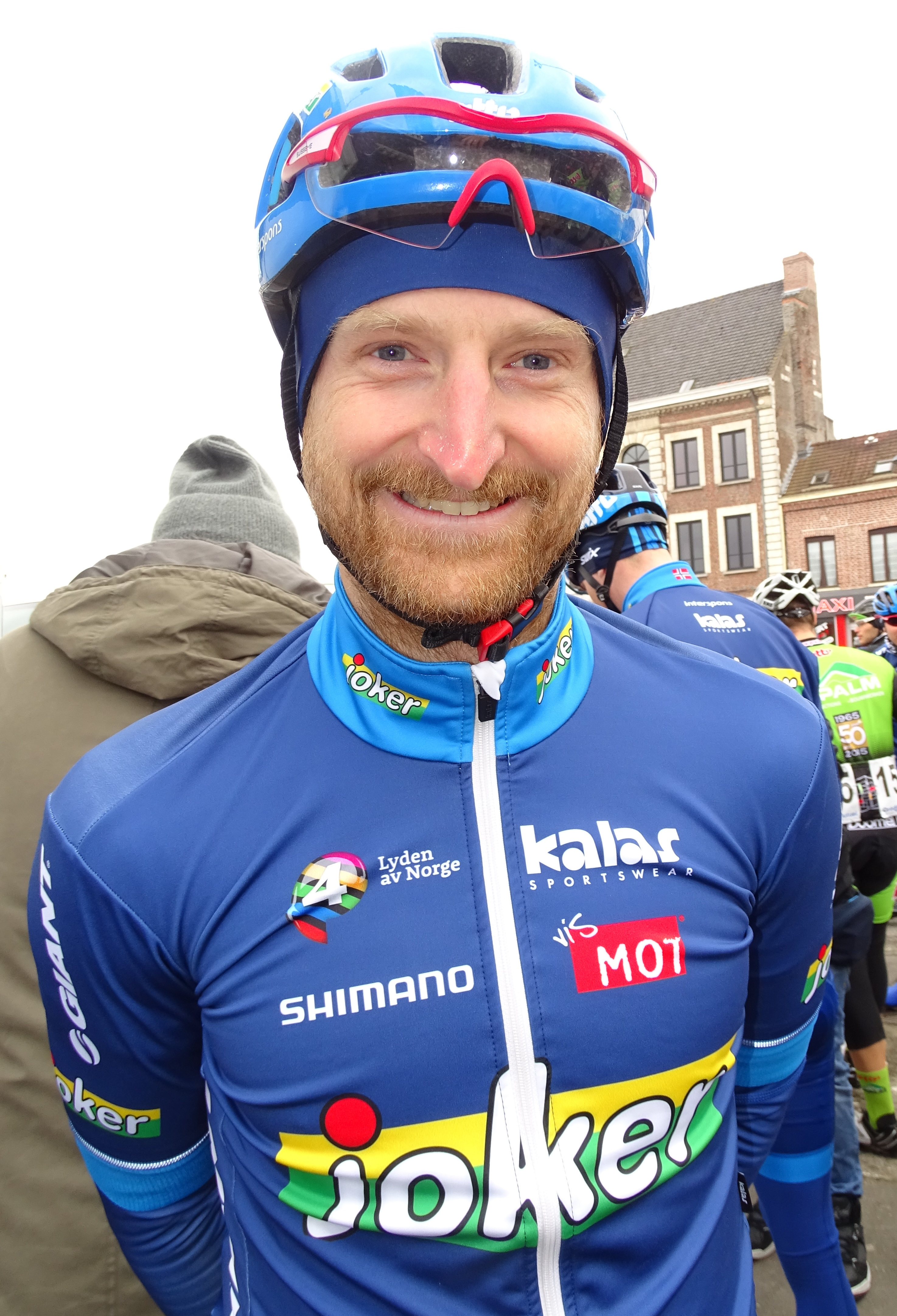
Reidar Borgersen.
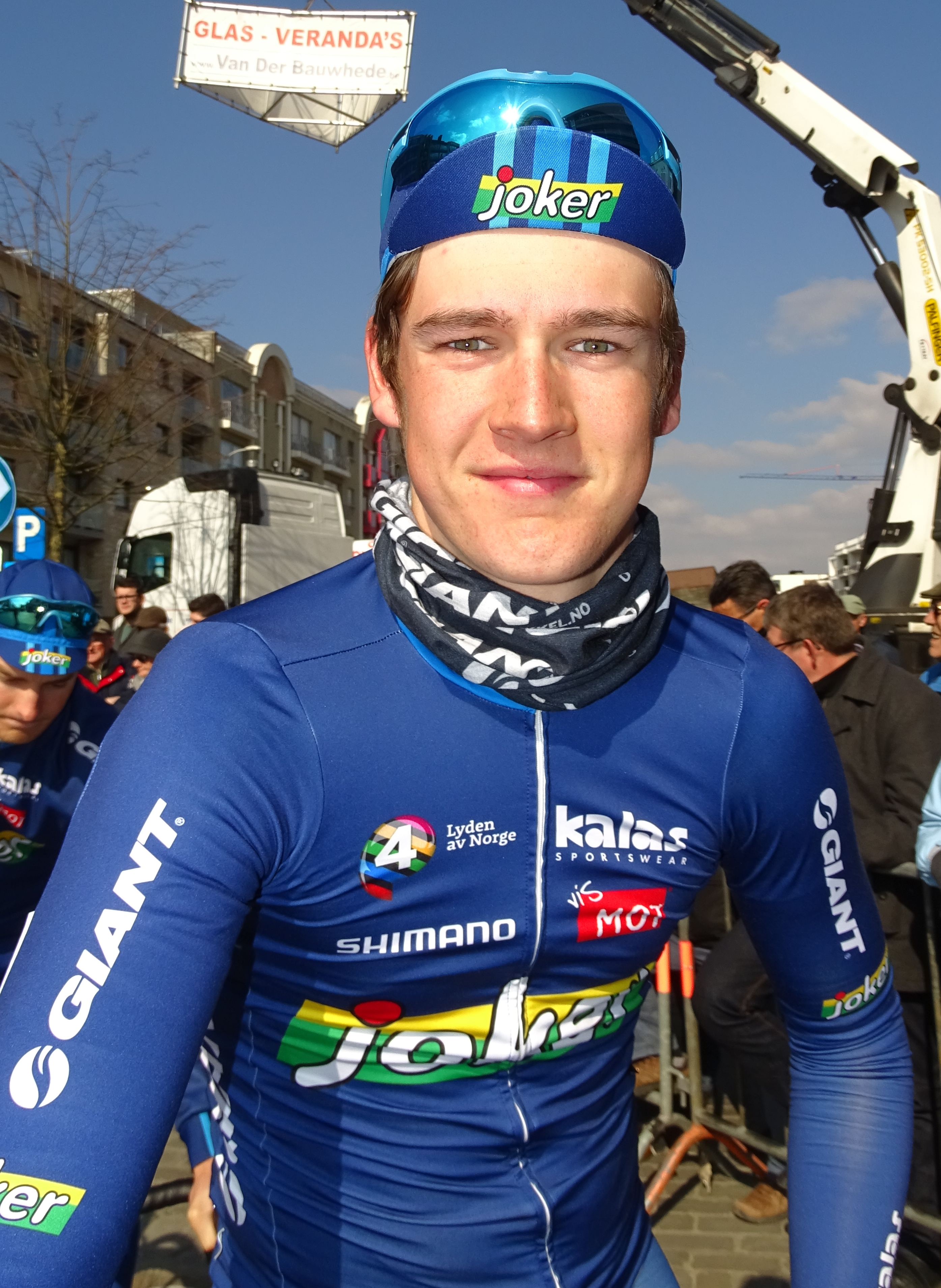
Ole Forfang.
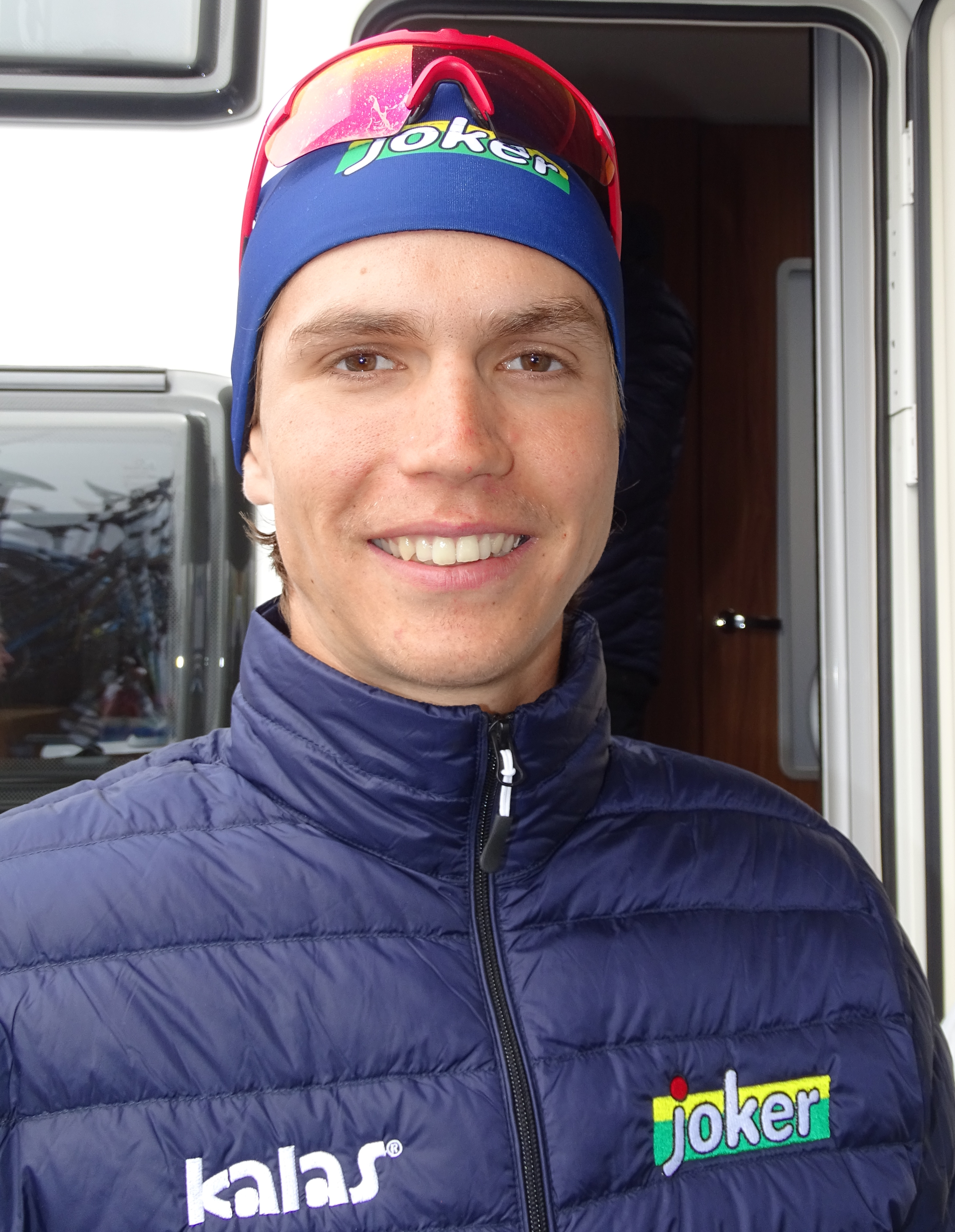
Amund Grøndahl Jansen.
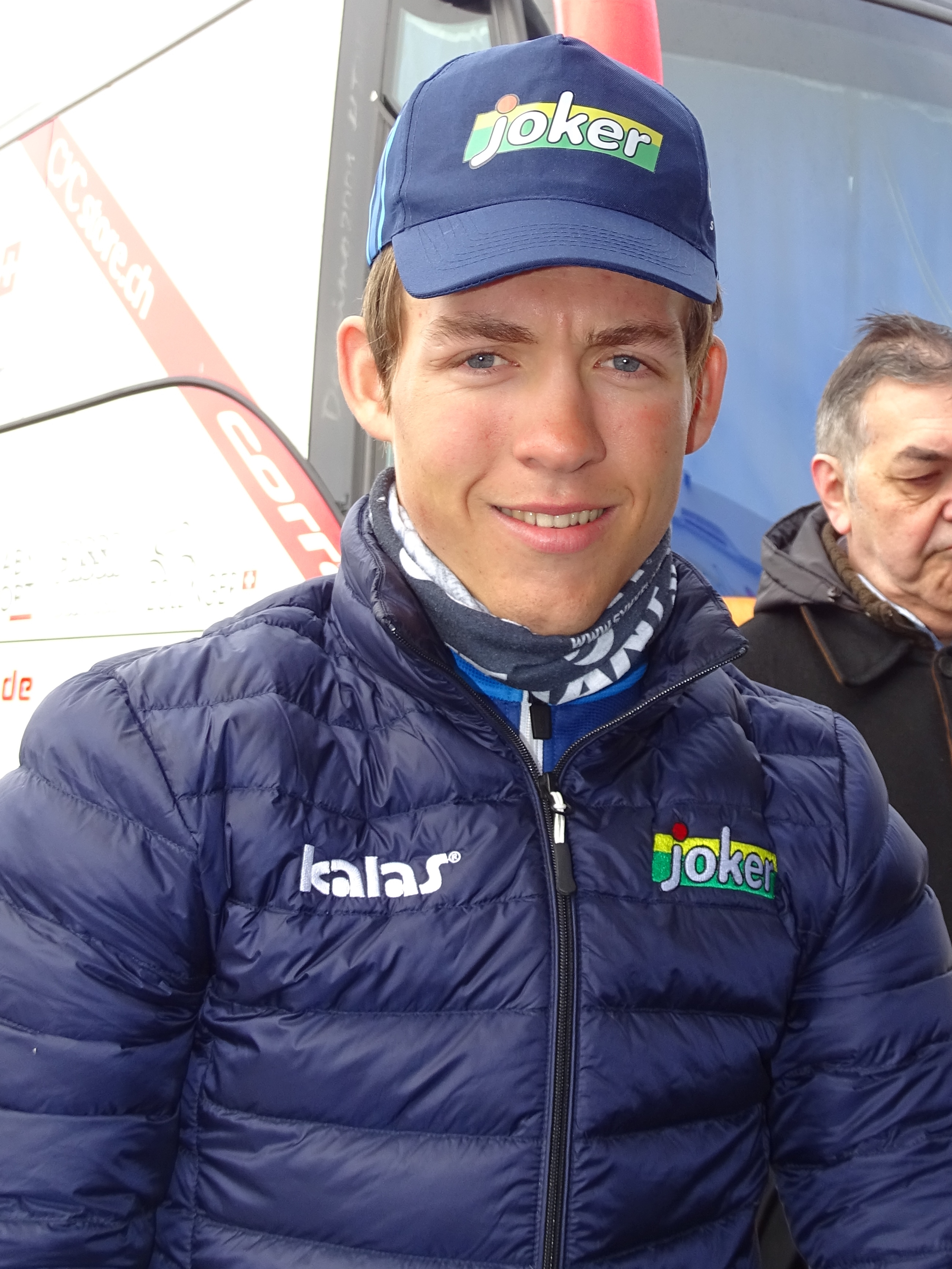
Kristoffer Halvorsen.
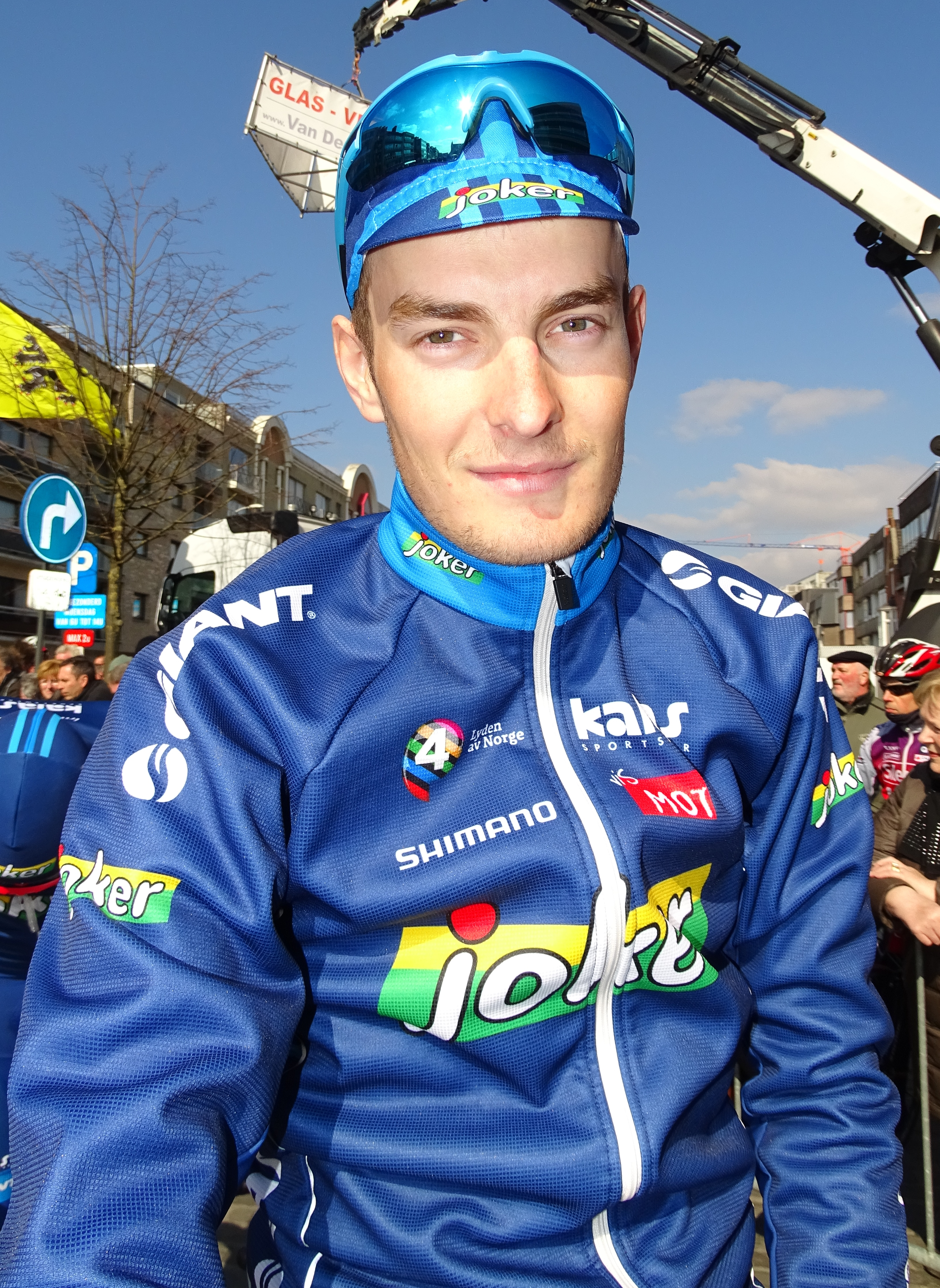
Markus Hoelgaard.
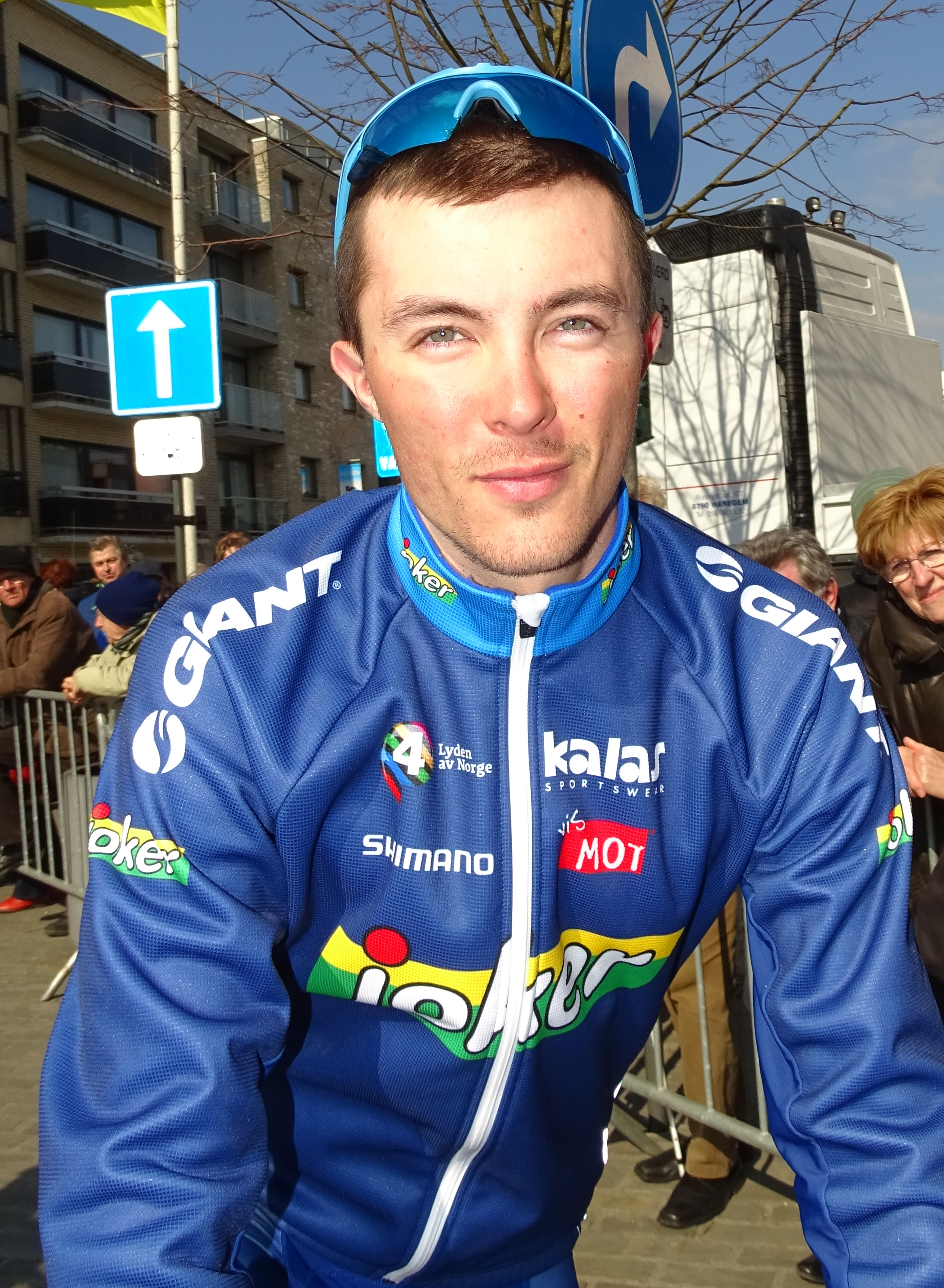
Bjørn Tore Hoem.
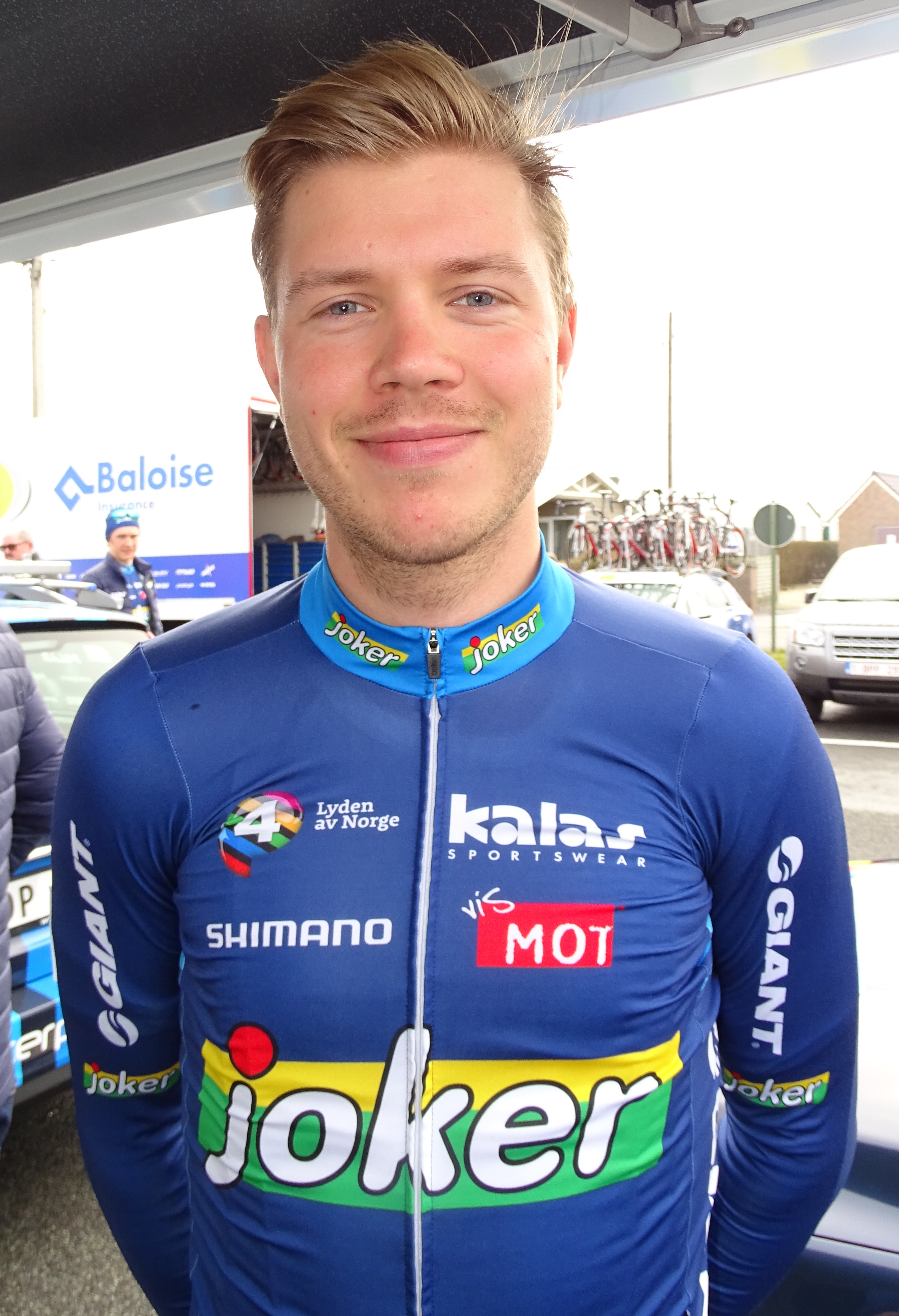
Philip Lindau.
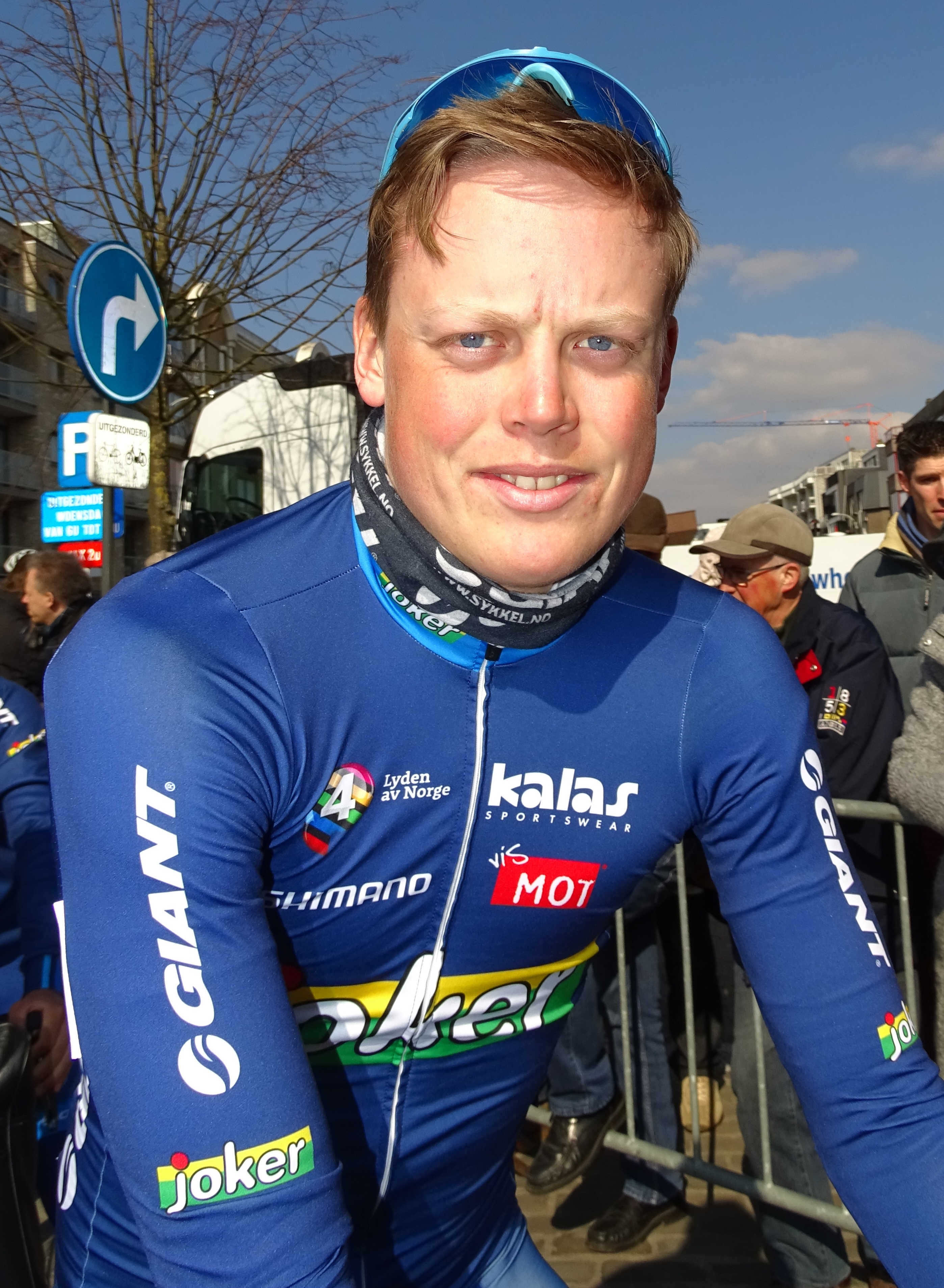
Anders Skaarseth.
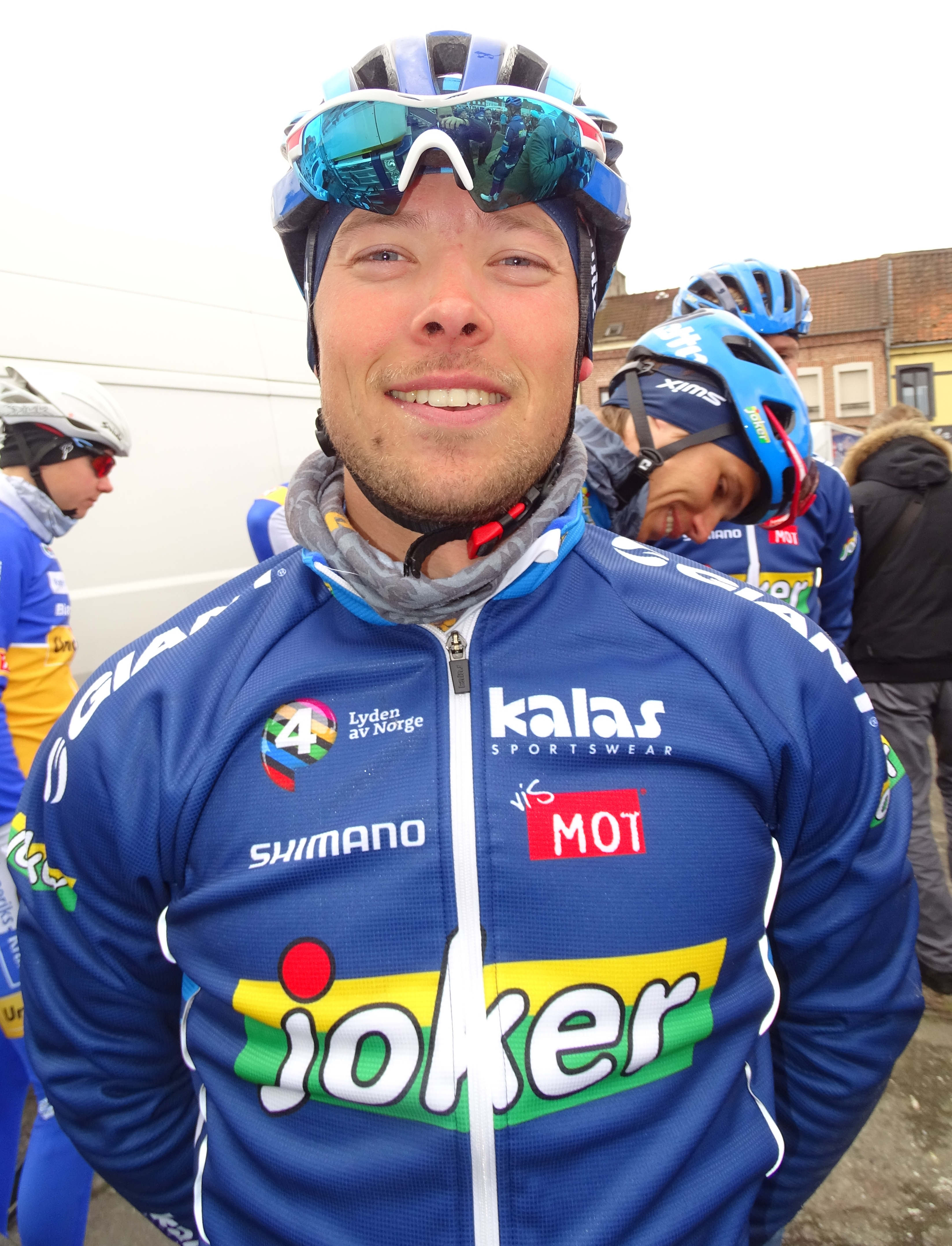
Adrian Aas Stien.
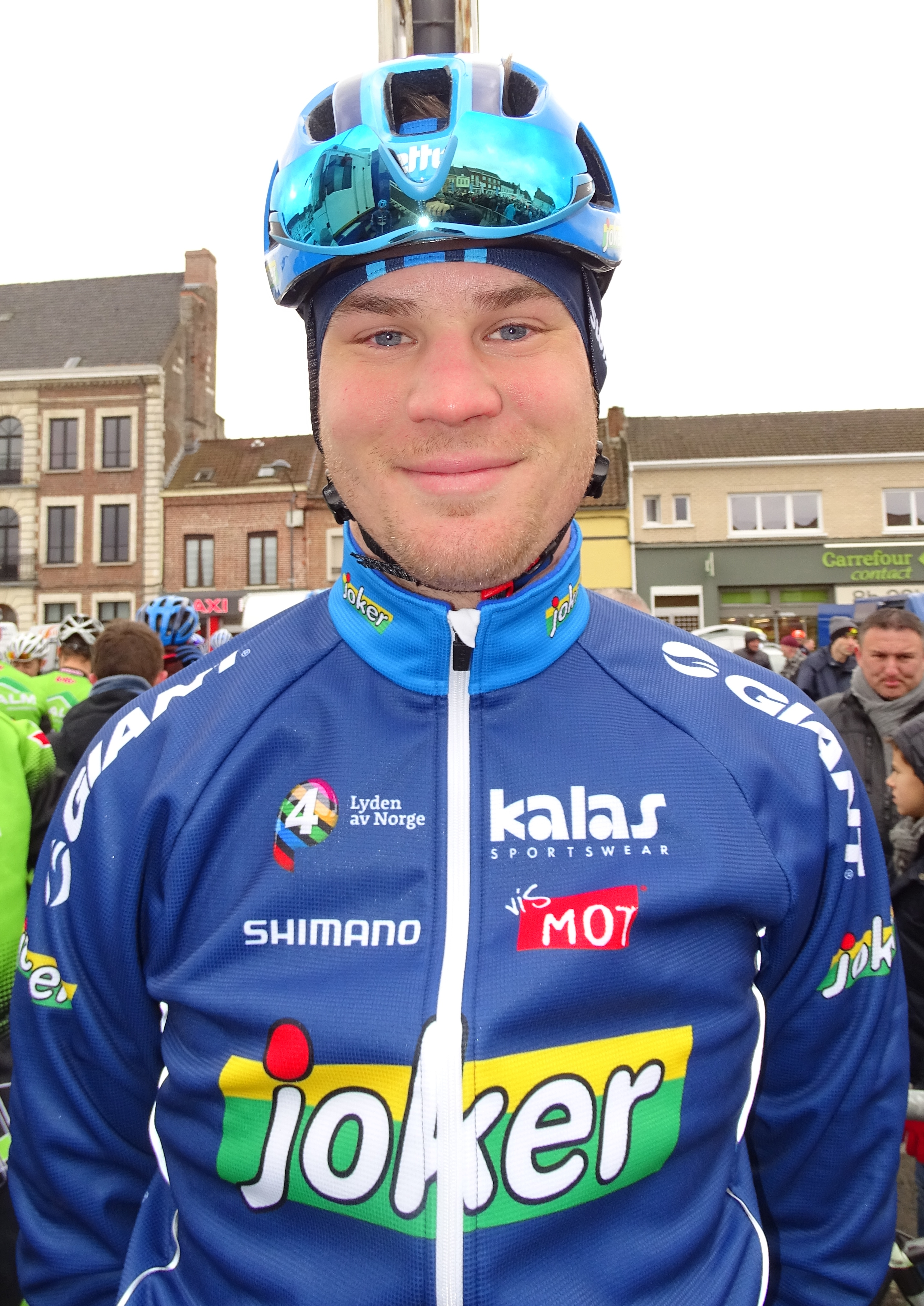
Edvin Wilson.

## Bilan de la saison

### Victoires
| Date       | Course                                   | Pays    | Classe | Vainqueur             |
| ---------- | ---------------------------------------- | ------- | ------ | --------------------- |
| 27/05/2016 | 1re étape du Tour de Gironde             | France  | 2.2    | Truls Engen Korsæth   |
| 28/05/2016 | 2e étape du Tour de Gironde              | France  | 2.2    | Amund Grøndahl Jansen |
| 29/05/2016 | 3e étape du Tour de Gironde              | France  | 2.2    | Adrian Aas Stien      |
| 29/05/2016 | Classement général du Tour de Gironde    | France  | 2.2    | Amund Grøndahl Jansen |
| 19/06/2016 | Championnat de Norvège sur route espoirs | Norvège | CN     | Amund Grøndahl Jansen |
| 18/09/2016 | Grand Prix d'Isbergues                   | France  | 1.1    | Kristoffer Halvorsen  |